# Izabela Trojanowska (album)
Izabela Trojanowska – album Izabeli Trojanowskiej nagrany w 1989 i wydany dwa lata później nakładem wydawnictwa ZPR Records. Wznowiony w 1992 przez wytwórnię Tripinicular Records został opatrzony tytułem Independence. 

## Lista utworów
Źródło:.
1. „Góralu” (trad.) – 1:24
2. „Independence Day” (Kevin J. Bacon/Stephen A. Fellows/Mik Glaisher/Andy P. Peake) – 4:44
3. „Animal Song” (Colin Woore/Steve Hogarth/Fergus Harper/Geoff Dugmore) – 4:21
4. „Over the Fire” (Mike Marshall/Rose) – 5:02
5. „I'm not a loser” (Paul Muggleton/Robert Noble) – 4:15
6. „Put Your Back To It” (Ann Prim/Kearney Kirbi) – 5:20
7. „Your've Still Alive” (C. Brown/M. Reilly) – 4:26
8. „Wolf” (Annabel Lamb) – 4:56
9. „Shelter of a Friend” (Harry Bogdanovs) – 3:40
10. „Golden Soldiers” (A. Borland/Mayers) – 3:43
11. „Acid Rain” (Colin Woore/Steve Hogarth/Fergus Harper/Geoff Dugmore) – 5:55

## Skład
Źródło:.
- Izabela Trojanowska – śpiew
- Chris Jarret – gitara
- Mike Marshall – instrumenty klawiszowe, programowanie
- Steve Greetham – gitara basowa
- Fergus Harper – dalszy wokal
- Stanisław Sojka – skrzypce (11)
- Kapitan Nemo – dalszy wokal
- Rafał Paczkowski – dalszy wokal
- Wally Brill – dalszy wokal
- Steve Greetham – dalszy wokal

### produkcja
- Wally Brill – produkcja
- Rafał Paczkowski – reżyser dźwięku

### Wydania
- Izabela Trojanowska ZPR Records (1991)
- Independence Tripinicular Records (1992)